# X-All
X-All is een historisch merk van motorfietsen.
De bedrijfsnaam was: Eclipse Cycle & Motor Co., Birmingham.
Engels merk dat lichte motorfietsen met eigen V-twins van 2- en 4 pk in een loop frame bouwde. De motoren waren zo geconstrueerd dat ze normaal op slechts één cilinder liepen. De tweede had dan geen brandstoftoevoer en geen ontsteking. Pas bij flinke stijgingen werd de tweede cilinder bijgeschakeld. Er werd ook een forecar aangeboden, maar de productie liep maar van 1902 tot 1905, terwijl de eerste machine pas op de Stanley Show van 1903 werd getoond. De machines werden ook onder de naam Eclipse verkocht.